# Associação Desportiva de Ancêde
A Associação Desportiva de Ancêde é um clube português localizado na freguesia de Ancede, concelho de Baião, distrito do Porto. O clube foi fundado em 23 de Março de 1981 e é um dos mais importantes do Concelho de Baião. Os seus jogos em casa são disputados no Parque Desportivo de Ancêde.
A equipa de futebol sénior participou, na época de 2019/20, na Liga de Futebol Amador do Marco de Canaveses (LIMFA), na qual levantaram o troféu, orientado pela velha glória da coletividade, João Portela.
A AD Ancêde tem ainda a competir no Campeonato da AF Porto uma equipa no escalão Sub-11.
Para além do futebol, a AD Ancêde tem em atividade as seguintes modalidades:
- Trail;
- Cicloturismo;
- Zumba;
- Fitness;

Anualmente realiza eventos de cariz desportivo, social e cultural, como são os casos:
- Desfile de Carnaval;
- Grande Prémio de Atletismo;
- Festa de Natal;